# Cetiña
Cetiña (en serbocroata: Цетиње / Cetinje, pronunciado [t͡sětiɲe]) es la sede del gobierno de Montenegro. Según el censo realizado en el 2011, tiene una población de 14 093, que equivale a más del 80 % de la población de su municipalidad. Es una de las dos ciudades que posee el estatus de capital de Montenegro junto con Podgorica, según el Artículo 5 de la Constitución de ese país promulgada el 25 de octubre del 2007, la cual la define como Antigua Capital Real. Fue la única capital del país hasta 1918, asimismo es hoy en día la capital del municipio homónimo y la residencia del presidente de Montenegro.

## Historia

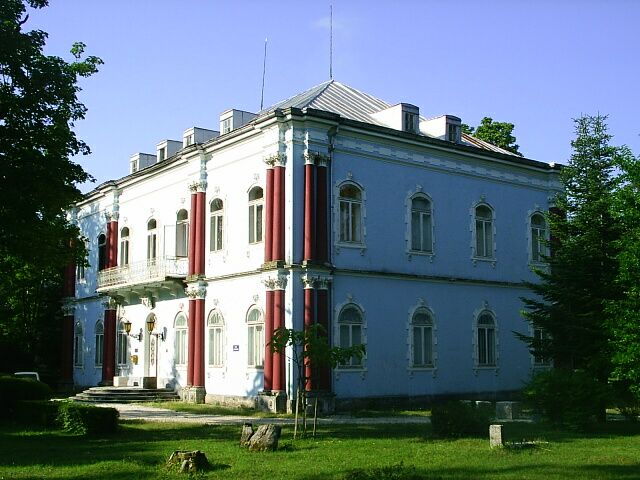
Palacio Azul, residencia del presidente de Montenegro.

La ciudad fue establecida en 1482 cuando Iván Tsernóyevich, el último señor del poderoso estado medieval de Zeta, construyó un castillo para él mismo bajo Orlov Krs y también construyó el monasterio para la residencia de la diócesis metropolitana de Zeta. Hizo esto primeramente porque estaba convencido de que podía proteger fácilmente a su estado de los conquistadores merced la ubicación inaccesible del lugar. Como un nido de libertad, Cetiña resistió por siglos a los numerosos ataques de las grandes fuerzas y nunca fue conquistado. También se convirtió en un tesoro para la vida religiosa de los montenegrinos en este período.
En 1494, tan solo cuarenta años después de la invención de la imprenta por Johannes Gutenberg, Djuradj Crnojevic fundó la famosa imprenta de Cetiña.
En 1860, momento del advenimiento del último monarca independiente montenegrino, Nicolás I, la localidad era minúscula: la formaban un monasterio, la modesta residencia del príncipe y treinta y cuatro casas. La población creció rápidamente a finales del XIX y principios del XX, pero en 1908 Cetiña apenas contaba con cinco mil habitantes y era una de las más pequeñas capitales europeas del momento.

## Turismo

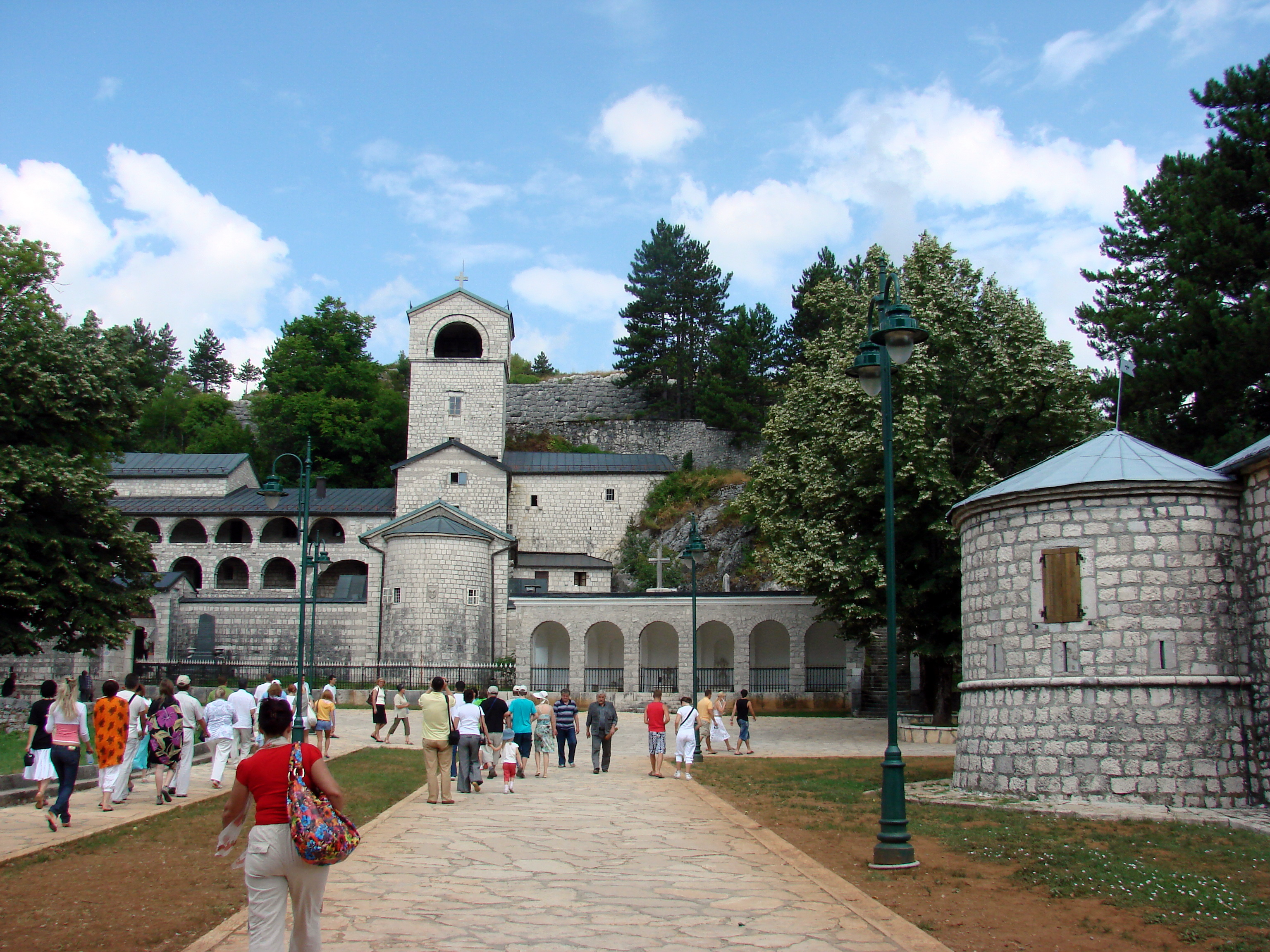
Monasterio de Cetiña.

En Cetiña, los montenegrinos crearon y preservaron sus tesoros culturales «con una mano» y con la otra portaron las armas. El museo de la ciudad cuenta con la colección mejor conservada y realizada de armas en los Balcanes, y la colección representa la supremacía alcanzada en la mano de obra. Aunque no hay regidores, duques, guarda espaldas de príncipes, embajadores o cónsules caminando en las calles de Cetiña, aquellas son testigos de la gloriosa historia de Montenegro. Para sentir al menos parte de esta gloria se debe bajar desde Orlov Krs hasta Malo Guvno, área entre dos monumentos principales, el Monasterio y el Palacio Museo (Biljarda) de Pedro II de Montenegro.

## Demografía
Según el último censo realizado en todo el país en el año 2011 en la ciudad habitan un total de 13 911 personas por lo que es la única localidad de su municipio que supera los mil habitantes. En cuanto a la composición étnica se refiere la gran mayoría es la formada por los montenegrinos que representan en torno al 70 % de la población, la principal minoría en la localidad es la serbia que representa en torno a un 25 % de la población total.
| 9038 | 9102 | 9359 | 11 876 | 14 088 | 15 946 | 15 137 | 13 911 |

## Transporte
La ciudad se encuentra bien comunicada mediante autopistas con ciudades como Budva o Podgorica que se encuentran ambas a unos 40 km de distancia, además existe también una carretera que la une con Kotor y que pese a ser secundaria es muy utilizada debido a las impresionantes vistas de las Bocas de Kotor que ofrece.
En lo que a transporte aéreo se refiere la localidad se encuentra a unos 50 km del Aeropuerto de Tivat que cuenta con destinos regulares a ciudades como Zúrich o Belgrado y gran cantidad de vuelos chárter durante la época estival. También se encuentra a unos 50 km del Aeropuerto de Podgorica que dispone de vuelos a los principales destinos europeos durante todo el año.

## Deporte
En la localidad al igual que en el resto del municipio y de todo el país el deporte más popular y más practicado es el fútbol en el que destaca el Fudbalski Klub Lovćen que milita en la Primera División de Montenegro que es la máxima categoría de este deporte en el país.

## Ciudades hermanadas
- Mali Iđoš, Serbia.
- Vranje, Serbia.
- Novo Sarajevo, Bosnia y Herzegovina.
- Velika Kladuša, Bosnia y Herzegovina.
- Rijeka, Croacia.
- Shkodër, Albania.
- Gaeta, Italia.
- Veliko Tarnovo, Bulgaria.
- Sinaia, Rumanía.
- Nauplia, Grecia.
- Járkov, Ucrania.
- Gaziantep, Turquía.
- Machagai, Argentina.
- Núremberg, Alemania. (Relaciones de Confraternidad)[6]